# Kurt Liebrecht
Kurt Liebrecht (Stendal, 24 dicembre 1936 – 22 aprile 2022) è stato un calciatore tedesco orientale dal 1990 tedesco, di ruolo centrocampista.